# محوطه تق و توق
محوطه تق و توق مربوط به سده‌های میانه اسلام است و در شهرستان گیلانغرب، بخش مرکزی، دهستان چله، شمال جادهٔ اصلی گیلان غرب، ایلام نرسیده به روستای کاسه کران واقع شده و این اثر در تاریخ ۲۶ اسفند ۱۳۸۷ با شمارهٔ ثبت ۲۵۳۹۸ به‌عنوان یکی از آثار ملی ایران به ثبت رسیده است.